# Reinhold Frosch
Reinhold Frosch (9 aprile 1935 – 14 febbraio 2012) è stato uno slittinista austriaco, campione mondiale nella specialità del doppio a Garmisch-Partenkirchen 1960.

## Biografia
Attivo nella seconda metà degli anni '50 e nei primi anni '60, ha gareggiato per la nazionale austriaca sia nella specialità del singolo che in quella del doppio, nella quale nel corso degli anni ha fatto coppia con Berta Pürkel, Ewald Walch e Ludwig Gassner. 
In carriera ha partecipato a diverse edizioni dei campionati mondiali, conquistando in totale tre medaglie: una d'oro vinta nel doppio a Garmisch-Partenkirchen 1960 con Walch, più una d'argento e una di bronzo nel singolo, ottenute rispettivamente nella stessa edizione del 1960 e nella rassegna iridata di Krynica-Zdrój 1958.
Agli europei vanta invece una medaglia di bronzo vinta nel doppio a Weissenbach-Liezen 1962 con Ludwig Gassner, edizione in cui si classificò inoltre sesto nella gara monoposto.

## Palmarès

### Mondiali
- 3 medaglie:
  - 1 oro (doppio a Garmisch-Partenkirchen 1960);
  - 1 argento (singolo a Garmisch-Partenkirchen 1960);
  - 1 bronzo (singolo a Krynica-Zdrój 1958).

### Europei
- 1 medaglia:
  - 1 bronzo (singolo a Weissenbach-Liezen 1962).